# Sarzyno
Sarzyno (do 1945 niem. Zarren, dawn. Czarne) – osiedle w południowej części Koszalina. 
Przed 1945 obecna Sarzyno była wsią należącą do parafii w pobliskim Konikowie, po 1945 znalazła się w utworzonej gminie Świeszyno. Po jej zniesieniu w 1954 włączono ją do gromady Konikowo, a od 1 stycznia 1960 do Gromady Świeszyno (od 1973 gminy Świeszyno). W 1989 Sarzyno została włączona w granice Koszalina. Przez wiele lat Sarzyno było wsią ulicówką położoną równoleżnikowo wzdłuż ulicy Połczyńskiej (do 1991 Bolesława Bieruta), która stanowi część drogi wojewódzkiej nr 167. Po 2000 przy ulicy Żytniej rozpoczęto budowę osiedla mieszkaniowego Zacisze złożonego z budynków wielorodzinnych.